# Rodzina Allende
Rodzina Allende – chilijska rodzina wywodząca się najpewniej z hiszpańskiego Kraju Basków, przybyła do Chile w XVII wieku osiedlając się w Valparaiso i odegrała ważną rolę w historii tego kraju. Obok swego najbardziej znanego przedstawiciela – marksistowskiego prezydenta Chile Salvadora (1908–1973) wydała m.in. 
- Ramona Allende Padína – lekarza, polityka radykalnego i działacza wolnomularskiego
- Salwadora Allende Castro – ojca Salwadora, adwokata
- Hortensie Bussi – żonę Salvadora, pierwszą damę
- Isabel Allende Llona – pisarkę, reprezentantkę realizmu magicznego
- Isabel Allende Bussi – deputowaną socjalistyczną od 1994 roku
- Laurę Allende Gossens – siostrę Salvadora Allende Gossensa